# Темистоклея
Темистоклея, или Фемистоклея (Themistoclea/Themistokleia, др.-греч. Θεμιστόκλεια; также Aristoclea, Theoclea, VI век до н. э.) — дельфийская жрица, согласно сохранившимся источникам — учитель Пифагора.
Диоген Лаэртский в «О жизни, учениях и изречениях знаменитых философов» (III век до н. э.) цитирует заявление Аристоксена (IV век до н. э.), согласно которому Темистоклея учила Пифагора его моральным доктринам: «Аристоксен говорит, что Пифагор получил большую часть своих моральных доктрин от дельфийской жрицы Темистоклеи».
Философ Порфирий (233—305 годы) называет её Аристоклея, хотя нет сомнений в том, что он имеет в виду того же человека. Порфирий повторяет заявление, согласно которому она была учителем Пифагора: «Он (Пифагор) учился и многому другому, чему, как он утверждал, он научился у Аристоклеи в Дельфах».
Энциклопедия Суда X века зовёт её Теоклеей и заявляет, что она была сестрой Пифагора, но эта информация, видимо, возникла из-за недопонимания текста Диогена.